# Salsola collina
Salsola collina är en amarantväxtart som beskrevs av Pall.. Enligt Catalogue of Life ingår Salsola collina i släktet sodaörter och familjen amarantväxter, men enligt Dyntaxa är tillhörigheten istället släktet sodaörter och familjen amarantväxter. Arten har ej påträffats i Sverige. Inga underarter finns listade i Catalogue of Life.